# Vietlott
Công ty Trách nhiệm hữu hạn Một thành viên Xổ số điện toán Việt Nam (tên thương mại là Vietlott) là công ty tổ chức kinh doanh các loại hình sản phẩm xổ số tự chọn số điện toán và trò chơi giải trí có thưởng khác trên phạm vi toàn quốc theo quy định của pháp luật Việt Nam, được phê duyệt thành lập năm 2011 theo Quyết định số 1109/QĐ-TTg của Thủ tướng Chính phủ và được quản lý trực tiếp bởi Bộ Tài chính theo Quyết định số 2933/QĐ-BTC.
Vietlott là doanh nghiệp xổ số Việt Nam duy nhất tham gia Hiệp hội Xổ số thế giới (WLA) và Hiệp hội Xổ số châu Á - Thái Bình Dương (APLA).

## Lịch sử
- Ngày 7 tháng 11 năm 2011: Thủ tướng chính phủ ký Quyết định số 1109/QĐ-TTG phê duyệt đề án thành lập Công ty Kinh doanh Xổ số tự chọn số điện toán Việt Nam. Đây là Quyết định quan trọng trong việc ra đời công ty Xổ số điện toán Việt Nam.
- Ngày 5 tháng 12 năm 2011: Bộ trưởng Bộ Tài chính ký Quyết định số 2933/QĐ-BTC về việc thành lập Công ty Trách nhiệm hữu hạn Một thành viên Xổ số điện toán Việt Nam (Vietlott).
- Ngày 28 tháng 6 năm 2013: Công ty Xổ số điện toán Việt Nam tổ chức lễ ra mắt Công ty. Chức năng chính của Công ty TNHH MTV Xổ số điện toán Việt Nam là: Kinh doanh các loại hình sản phẩm xổ số tự chọn số điện toán; Kinh doanh các loại hình trò chơi giải trí có thưởng khác theo quy định của pháp luật.
- Ngày 31 tháng 3 năm 2014: Công ty Xổ số điện toán Việt Nam chính thức trở thành thành viên Hội đồng Xổ số Kiến thiết miền Bắc và Hội đồng Xổ số Kiến thiết miền Trung.
- Ngày 28 tháng 4 năm 2014: Gia nhập Hiệp hội xổ số Châu Á Thái Bình Dương (APLA). Qua xem xét các điều kiện theo quy định của Hiệp hội Hội đồng điều hành APLA đã chấp thuận để Vietlott trở thành thành viên của Hiệp hội. Ngày 28/4/2014 Hiệp hội Xổ số Châu Á Thái Bình Dương (APLA) chính thức tổ chức buổi giới thiệu và trao giấy chứng nhận thành viên Hiệp hội cho Vietlott.
- Ngày 12 tháng 5 năm 2014: Tập đoàn Berjaya (Malaysia)thông báo trúng thầu dự án vận hành xổ số điện toán tại Việt Nam với đối tác Vietlott [1]
- Ngày 16 tháng 7 năm 2014: Gia nhập Hội đồng XSKT miền Nam. Tại Hội nghị lần thứ 99 của Hội đồng xổ số kiến thiết miền Nam, Công ty Xổ số điện toán Việt Nam đã chính thức trở thành thành viên hội đồng xổ số miền Nam.
- Ngày 26 tháng 10 năm 2015: Vietlott và Berjaya ký Hợp đồng hợp tác kinh doanh triển khai xổ số tự chọn số điện toán trên lãnh thổ Việt Nam. Hợp đồng vận hành có thời hạn 18 năm với tổng đầu tư khoảng 200 triệu USD và tổng doanh thu dự kiến 376.000 tỷ VND [2]. Tỷ lệ ăn chia của hai bên được bảo mật, tuy nhiên theo thông tin công bố của Berjaya trong các năm 2017-2019 đối chiếu với doanh thu Vietlott trong cùng thời kì, tỷ lệ này vào khoảng từ 7%-9% doanh thu.
- Ngày 20/01/2016, Berjaya nhận được Giấy chứng nhận đầu tư do Sở KHĐT Hà Nội cấp với thời hạn 18 năm  Theo giấy chứng nhận được cấp theo hình thức BCC (hợp tác kinh doanh), hợp đồng cho phép BCorp đầu tư mua sắm thiết bị và hoạt động của hệ thống kỹ thuật, trang thiết bị, công nghệ, phần mềm và xổ số điện toán tại Việt Nam.
- Ngày 18 tháng 7 năm 2016: Phát hành sản phẩm đầu tiên: Mega 6/45 và triển khai kinh doanh tại Thành phố Hồ Chí Minh.
- Ngày 20 tháng 7 năm 2016: Vietlott phối hợp với VTC Mobile tổ chức lễ Khai trương trung tâm quay số mở thưởng đặt tại tầng 19 - tòa  nhà VTC - số 23 Lạc Trung - Hai Bà Trưng- Hà Nội.
- Từ ngày 1 tháng 10 năm 2016 đến nay: Triển khai kinh doanh tại các tỉnh phía Nam, miền Trung và miền Bắc. Trong đó vào ngày 21/1/2019, Vietlott đã ký kết hợp tác với Vincommerce (thuộc Tập đoàn Vingroup) nhằm đưa các sản phẩm xổ số tự chọn vào chuỗi cửa hàng tiện lợi Vinmart+ [3].
- Ngày 18 tháng 11 năm 2016: Ra mắt sản phẩm Max 4D.
- Ngày 3 tháng 4 năm 2017: Gia nhập Hiệp hội Xổ số thế giới (WLA).
- Ngày 1 tháng 8 năm 2017: Ra mắt sản phẩm Power 6/55
- Ngày 22 tháng 4 năm 2019: Ra mắt sản phẩm Max 3D.
- Ngày 23 tháng 8 năm 2019: Ra mắt sản phẩm Keno.
- Tháng 5 năm 2020: Ký hợp đồng với liên danh của CTCP Viễn thông – tin học bưu điện (CTIN – mã ICT) - với 3 nhà mạng Viettel, Vinaphone, Mobiphone để phát hành xổ số qua điện thoại  Lưu trữ ngày 11 tháng 6 năm 2020 tại Wayback Machine

## Sản phẩm

### Điều kiện dự thưởng
Đối tượng tham gia dự thưởng xổ số tự chọn số điện toán phải đáp ứng đầy đủ các điều kiện quy định sau:
- Là công dân Việt Nam, người Việt Nam định cư ở nước ngoài hoặc người nước ngoài nhập cảnh hợp pháp vào Việt Nam;
- Là người từ đủ 18 tuổi trở lên;
- Không phải là người bị hạn chế về năng lực hành vi dân sự hoặc mất năng lực hành vi dân sự theo quy định của pháp luật.
- Các yêu cầu khác được công bố công khai theo quy định của Vietlott (nếu có).

Các đối tượng không được phép tham gia dự thưởng, nếu tham gia dự thưởng thì Vietlott có quyền từ chối trả thưởng khi trúng thưởng.

### Xổ số Mega 6/45
Người chơi chọn một bộ số gồm sáu con số ngẫu nhiên trong bộ số từ 01 đến 45. Giá trị giải đặc biệt (Jackpot) sẽ được cộng dồn liên tục cho đến khi có người trúng giải. Người chơi có thể lựa chọn chơi trong tối đa 6 kỳ liên tiếp.
| Giải thưởng   | Trùng | Trị giá giải thưởng (VNĐ)    | Xác suất              |
| ------------- | ----- | ---------------------------- | --------------------- |
| Giải đặc biệt | 6 số  | > 12.000.000.000 và tích lũy | 1/8.145.060 (< 0.01%) |
| Giải nhất     | 5 số  | 10.000.000                   | 1/135.724 (< 0.01%)   |
| Giải nhì      | 4 số  | 300.000                      | 1/733 (0.12%)         |
| Giải ba       | 3 số  | 30.000                       | 1/45 (2.22%)          |

Lưu ý:
- Trong trường hợp vé của người trúng thưởng trúng nhiều hạng giải thưởng thì người trúng thưởng chỉ được lĩnh một hạng giải thưởng cao nhất.
- Trong trường hợp có nhiều người trúng thưởng giải đặc biệt thì giải đặc biệt được chia đều theo tỷ lệ giá trị tham gia dự thưởng của người trúng thưởng.
- Giá trị lĩnh thưởng của các giải thưởng từ giải nhất đến giải ba được tính theo số lần tham gia dự thưởng của số trúng thưởng (1 lần tham gia dự thưởng mệnh giá 10.000 đồng) nhân với giá trị giải thưởng tương ứng với 1 lần tham gia dự thưởng.

Ngoài ra người chơi còn có thể chơi bao theo thể thức sau:
- Bao 5: Người tham gia dự thưởng lựa chọn 5 số trong tập hợp các số từ 01 đến 45. Số thứ 6 sẽ do hệ thống phần mềm chọn trong tập hợp 40 số còn lại tạo thành 40 bộ số tham gia dự thưởng. So sánh bộ số tham gia dự thưởng với kết quả quay số mở thưởng để xác định giải thưởng.
- Bao 7 đến Bao 15 và Bao 18: Người tham gia dự thưởng lựa chọn từ 7 số đến 15 số và 18 số trong tập hợp các số từ 01 đến 45. Sau đó, hệ thống phần mềm sẽ giúp người chơi tạo ra tất cả các kết hợp 6 số trong các số mà người chơi đã chọn để tạo thành các bộ số tham gia dự thưởng. So sánh bộ số tham gia dự thưởng với kết quả quay số mở thưởng để xác định giải thưởng.

| CÁC Loại BAO | CÁC Loại BAO | CÁC Loại BAO     | CƠ CẤU GIẢI THƯỞNG (VNĐ) | CƠ CẤU GIẢI THƯỞNG (VNĐ) | CƠ CẤU GIẢI THƯỞNG (VNĐ) | CƠ CẤU GIẢI THƯỞNG (VNĐ) | CƠ CẤU GIẢI THƯỞNG (VNĐ) |
| Bao          | Số bộ số     | Thành tiền (VNĐ) | Trùng 6 số               | Trùng 5 số               | Trùng 4 số               | Trùng 3 số               | Trùng 2 số               |
| ------------ | ------------ | ---------------- | ------------------------ | ------------------------ | ------------------------ | ------------------------ | ------------------------ |
| 5            | 40           | 400.000          | Không áp dụng            | Jackpot + 390.000.000    | 31.400.000               | 2.010.000                | 120.000                  |
| 7            | 7            | 70.000           | Jackpot + 60.000.000     | 21.500.000               | 1.020.000                | 120.000                  | Không áp dụng            |
| 8            | 28           | 280.000          | Jackpot + 124.500.000    | 34.800.000               | 2.280.000                | 300.000                  | Không áp dụng            |
| 9            | 84           | 840.000          | Jackpot + 194.100.000    | 50.200.000               | 4.200.000                | 600.000                  | Không áp dụng            |
| 10           | 210          | 2.100.000        | Jackpot + 269.400.000    | 68.000.000               | 6.900.000                | 1.050.000                | Không áp dụng            |
| 11           | 462          | 4.620.000        | Jackpot + 351.000.000    | 88.500.000               | 10.500.000               | 1.680.000                | Không áp dụng            |
| 12           | 924          | 9.240.000        | Jackpot + 439.500.000    | 112.000.000              | 15.120.000               | 2.520.000                | Không áp dụng            |
| 13           | 1.716        | 17.160.000       | Jackpot + 535.500.000    | 138.800.000              | 20.880.000               | 3.600.000                | Không áp dụng            |
| 14           | 3.003        | 30.030.000       | Jackpot + 639.600.000    | 169.200.000              | 27.900.000               | 4.950.000                | Không áp dụng            |
| 15           | 5.005        | 50.050.000       | Jackpot + 752.400.000    | 203.500.000              | 36.300.000               | 6.600.000                | Không áp dụng            |
| 18           | 18.564       | 185.640.000      | Jackpot + 1.149.000.000  | 332.800.000              | 70.890.000               | 13.650.000               | Không áp dụng            |

### Xổ số Max 3D
Người chơi chọn một con số gồm 3 số (ví dụ 123). Gồm 4 hạng giải và được quay số mở thưởng 20 lần trong mỗi kỳ quay số mở thưởng để chọn ra 20 số trúng giải.
| Giải thưởng       | Số lượng | Trị giá giải thưởng (VNĐ) |
| ----------------- | -------- | ------------------------- |
| Giải nhất         | 2        | 1.000.000                 |
| Giải nhì          | 4        | 350.000                   |
| Giải ba           | 6        | 210.000                   |
| Giải khuyến khích | 8        | 100.000                   |

Lưu ý:
- Trường hợp người tham gia dự thưởng có số tham gia dự thưởng trúng nhiều giải thưởng, người tham gia dự thưởng được lĩnh thưởng bằng tổng số giải thưởng:
- Trường hợp có sự thay đổi về số lượng, cơ cấu, giá trị của các giải thưởng thì Vietlott sẽ có thông báo bổ sung.

Ngoài ra người chơi còn có thể chơi theo thể thức Max 3D+ bằng cách chọn hai con số gồm 3 số (ví dụ 123 và 456), với mức giá vẫn là 10.000 đồng. Gồm 7 hạng giải và dựa vào kết quả quay số mở thưởng của cách chơi một số có 3 chữ số cơ bản để xác định giải thưởng.
| Giải thưởng        | Kết quả                                           | Trị giá giải thưởng (VNĐ) |
| ------------------ | ------------------------------------------------- | ------------------------- |
| Giải nhất/đặc biệt | Trùng 2 số giải nhất                              | 1.000.000.000             |
| Giải nhì           | Trùng 2 trong 4 số giải nhì                       | 40.000.000                |
| Giải ba            | Trùng 2 trong 6 số giải ba                        | 10.000.000                |
| Giải tư            | Trùng 2 trong 8 số giải khuyến khích              | 5.000.000                 |
| Giải năm           | Trùng bất kỳ 2 số của tất cả các hạng giải thưởng | 1.000.000                 |
| Giải sáu           | Trùng 1 trong 2 số giải nhất                      | 150.000                   |
| Giải bảy           | Trùng 1 trong các số của 3 hạng giải còn lại      | 40.000                    |

### Xổ số Max 4D
Người chơi chọn một con số gồm 4 số (ví dụ 1234). Gồm 5 hạng giải và được quay số mở thưởng 6 lần trong mỗi kỳ quay số mở thưởng để chọn ra 6 số trúng giải. Người chơi có thể chọn chơi với mức thưởng gồm 10.000, 20.000, 50.000, 100.000, 200.000, 500.000 và 1.000.000 đồng; và khi đó nếu người chơi trúng thưởng, số tiền người chơi sẽ được nhân lên tương ứng với mức thưởng (ví dụ người chơi chơi với mức 20.000 đồng và trúng giải thưởng thì giải thưởng sẽ là 30.000.000 đồng).
| Giải thưởng         | Số lượng | Trùng               | Trị giá giải thưởng (Tương ứng với mức 10.000 đồng) |
| ------------------- | -------- | ------------------- | --------------------------------------------------- |
| Giải nhất           | 1        | 4 số                | 15.000.000                                          |
| Giải nhì            | 2        | 4 số                | 6.500.000                                           |
| Giải ba             | 3        | 4 số                | 3.000.000                                           |
| Giải khuyến khích 1 | 10       | 3 số cuối giải nhất | 1.000.000                                           |
| Giải khuyến khích 2 | 100      | 2 số cuối giải nhất | 100.000                                             |

### Xổ số Power 6/55
Người chơi chọn một bộ số gồm sáu con số từ 01 - 55. Kết quả sẽ gồm sáu con số ngẫu nhiên + một số đặc biệt trong bộ số từ 01 - 55.
Jackpot 1 (trúng cả sáu số) có trị giá tối thiểu 30 tỷ đồng. Jackpot 2 (trúng 5 số + một số đặc biệt) có trị giá tối thiểu 3 tỷ đồng.
Cơ cấu giải thưởng:
| Giải thưởng                 | Trùng                  | Trị giá giải thưởng (VNĐ)    | Xác suất               |
| --------------------------- | ---------------------- | ---------------------------- | ---------------------- |
| Giải đặc biệt 1 (Jackpot 1) | 6 số                   | > 30.000.000.000 và tích lũy | 1/28.989.675 (< 0.01%) |
| Giải đặc biệt 2 (Jackpot 2) | 5 số + một số đặc biệt | > 3.000.000.000 và tích lũy  | 1/4.831.613 (< 0.01%)  |
| Giải nhất                   | 5 số                   | 40.000.000                   | 1/98.604 (< 0.01%)     |
| Giải nhì                    | 4 số                   | 500.000                      | 1/1.643 (0.06%)        |
| Giải ba                     | 3 số                   | 50.000                       | 1/78 (1.28%)           |

Lưu ý:
- Trong trường hợp vé của người trúng thưởng trúng nhiều hạng giải thưởng thì người trúng thưởng chỉ được lĩnh một hạng giải thưởng cao nhất.
- Trong trường hợp có nhiều người trúng thưởng giải đặc biệt thì giải đặc biệt được chia đều theo tỷ lệ giá trị tham gia dự thưởng của người trúng thưởng.
- Giá trị lĩnh thưởng của các giải thưởng từ giải nhất đến giải ba được tính theo số lần tham gia dự thưởng của số trúng thưởng (1 lần tham gia dự thưởng mệnh giá 10.000 đồng) nhân với giá trị giải thưởng tương ứng với 1 lần tham gia dự thưởng.
- Khi giải Jackpot 1 vượt mốc 300 tỷ đồng mà vẫn chưa có người trúng giải đồng thời trong kỳ quay thưởng đó có người trúng giải Jackpot 2 thì số tiền vượt trên 300 tỷ đồng từ Jackpot 1 (giá trị thặng dư) sẽ được cộng vào giá trị giải Jackpot 2.

Ngoài ra người chơi còn có thể chơi bao theo thể thức sau:
- Bao 5: Người tham gia dự thưởng lựa chọn 5 số trong tập hợp các số từ 01 đến 55. Số thứ 6 sẽ do hệ thống phần mềm chọn trong tập hợp 50 số còn lại tạo thành 50 bộ số tham gia dự thưởng. So sánh bộ số tham gia dự thưởng với kết quả quay số mở thưởng để xác định giải thưởng.
- Bao 7 đến Bao 15 và Bao 18: Người tham gia dự thưởng lựa chọn từ 7 số đến 15 số và 18 số trong tập hợp các số từ 01 đến 55. Sau đó, hệ thống phần mềm sẽ giúp người chơi tạo ra tất cả các kết hợp 6 số trong các số mà người chơi đã chọn để tạo thành các bộ số tham gia dự thưởng. So sánh bộ số tham gia dự thưởng với kết quả quay số mở thưởng để xác định giải thưởng.

| CÁC Loại BAO | CÁC Loại BAO | CÁC Loại BAO     | CƠ CẤU GIẢI THƯỞNG (VNĐ)              | CƠ CẤU GIẢI THƯỞNG (VNĐ)  | CƠ CẤU GIẢI THƯỞNG (VNĐ)     | CƠ CẤU GIẢI THƯỞNG (VNĐ)              | CƠ CẤU GIẢI THƯỞNG (VNĐ)     | CƠ CẤU GIẢI THƯỞNG (VNĐ) | CƠ CẤU GIẢI THƯỞNG (VNĐ) | CƠ CẤU GIẢI THƯỞNG (VNĐ) |
| Bao          | Số bộ số     | Thành tiền (VNĐ) | Trùng 6 số + một số đặc biệt          | Trùng 6 số                | Trùng 5 số + một số đặc biệt | Trùng 5 số                            | Trùng 4 số + một số đặc biệt | Trùng 4 số               | Trùng 3 số               | Trùng 2 số               |
| ------------ | ------------ | ---------------- | ------------------------------------- | ------------------------- | ---------------------------- | ------------------------------------- | ---------------------------- | ------------------------ | ------------------------ | ------------------------ |
| 5            | 50           | 500.000          | Không áp dụng                         | Không áp dụng             | Không áp dụng                | Jackpot 1 + Jackpot 2 + 1.920.000.000 | Jackpot 2 + 24.000.000       | 104.000.000              | 3.850.000                | 200.000                  |
| 7            | 7            | 70.000           | Jackpot 1 + Jackpot 2                 | Jackpot 1 + 240.000.000   | Jackpot 2 + 42.500.000       | 82.500.000                            | Không áp dụng                | 1.700.000                | 200.000                  | Không áp dụng            |
| 8            | 28           | 280.000          | Jackpot 1 + Jackpot 2 + 247.500.000   | Jackpot 1 + 487.500.000   | Jackpot 2 + 88.000.000       | 128.000.000                           | Không áp dụng                | 3.800.000                | 500.000                  | Không áp dụng            |
| 9            | 84           | 840.000          | Jackpot 1 + Jackpot 2 + 503.500.000   | Jackpot 1 + 743.500.000   | Jackpot 2 + 137.000.000      | 177.000.000                           | Không áp dụng                | 7.000.000                | 1.000.000                | Không áp dụng            |
| 10           | 210          | 2.100.000        | Jackpot 1 + Jackpot 2 + 769.000.000   | Jackpot 1 + 1.009.000.000 | Jackpot 2 + 190.000.000      | 230.000.000                           | Không áp dụng                | 11.500.000               | 1.750.000                | Không áp dụng            |
| 11           | 462          | 4.620.000        | Jackpot 1 + Jackpot 2 + 1.045.000.000 | Jackpot 1 + 1.285.000.000 | Jackpot 2 + 247.500.000      | 287.500.000                           | Không áp dụng                | 17.500.000               | 2.800.000                | Không áp dụng            |
| 12           | 924          | 9.240.000        | Jackpot 1 + Jackpot 2 + 1.332.500.000 | Jackpot 1 + 1.572.500.000 | Jackpot 2 + 310.000.000      | 350.000.000                           | Không áp dụng                | 25.200.000               | 4.200.000                | Không áp dụng            |
| 13           | 1.716        | 17.160.000       | Jackpot 1 + Jackpot 2 + 1.632.500.000 | Jackpot 1 + 1.872.500.000 | Jackpot 2 + 378.000.000      | 418.000.000                           | Không áp dụng                | 34.800.000               | 6.000.000                | Không áp dụng            |
| 14           | 3.003        | 30.030.000       | Jackpot 1 + Jackpot 2 + 1.946.000.000 | Jackpot 1 + 2.186.000.000 | Jackpot 2 + 452.000.000      | 492.000.000                           | Không áp dụng                | 46.500.000               | 8.250.000                | Không áp dụng            |
| 15           | 5.005        | 50.050.000       | Jackpot 1 + Jackpot 2 + 2.274.000.000 | Jackpot 1 + 2.514.000.000 | Jackpot 2 + 532.500.000      | 572.500.000                           | Không áp dụng                | 60.500.000               | 11.000.000               | Không áp dụng            |
| 18           | 18.564       | 185.640.000      | Jackpot 1 + Jackpot 2 + 3.355.000.000 | Jackpot 1 + 3.595.000.000 | Jackpot 2 + 818.000.000      | 858.000.000                           | Không áp dụng                | 118.300.000              | 22.750.000               | Không áp dụng            |

### Xổ số Keno
Keno được phát hành từ 6 giờ và kết thúc chậm nhất 21 giờ 55 hàng ngày từ thứ 2 đến Chủ nhật với tần suất quay số mở thưởng 10 phút/kỳ, bán vé liên tục trong suốt thời gian của mỗi kỳ quay số mở thưởng.
Người chơi chọn từ 1 đến 10 số bất kỳ từ 01 - 80 với mức giá 10.000 đồng. Gồm rất nhiều hạng giải thưởng và quay số mở thưởng 20 lần trong 1 kỳ quay số mở thưởng để lựa chọn ra 20 số trong tập hợp các số từ 01 đến 80. Người chơi có thể chơi tối đa 30 kỳ liên tiếp và có thể chơi theo các mức 20.000, 30.000, 50.000, 100.000, 200.000 và 500.000 đồng; và khi đó nếu người chơi trúng thưởng, số tiền người chơi sẽ được nhân lên tương ứng với mức thưởng (ví dụ người chơi chơi với mức 20.000 đồng và trúng thì giải thưởng sẽ được nhân đôi).
| Giá trị giải thưởng (VNĐ) | Giá trị giải thưởng (VNĐ) | SỐ LƯỢNG SỐ ĐÃ CHỌN | SỐ LƯỢNG SỐ ĐÃ CHỌN | SỐ LƯỢNG SỐ ĐÃ CHỌN | SỐ LƯỢNG SỐ ĐÃ CHỌN | SỐ LƯỢNG SỐ ĐÃ CHỌN | SỐ LƯỢNG SỐ ĐÃ CHỌN | SỐ LƯỢNG SỐ ĐÃ CHỌN | SỐ LƯỢNG SỐ ĐÃ CHỌN | SỐ LƯỢNG SỐ ĐÃ CHỌN | SỐ LƯỢNG SỐ ĐÃ CHỌN |
| Giá trị giải thưởng (VNĐ) | Giá trị giải thưởng (VNĐ) | 10                  | 9                   | 8                   | 7                   | 6                   | 5                   | 4                   | 3                   | 2                   | 1                   |
| ------------------------- | ------------------------- | ------------------- | ------------------- | ------------------- | ------------------- | ------------------- | ------------------- | ------------------- | ------------------- | ------------------- | ------------------- |
| SỐ TRÚNG                  | 10                        | 2.000.000.000       |                     |                     |                     |                     |                     |                     |                     |                     |                     |
| SỐ TRÚNG                  | 9                         | 150.000.000         | 800.000.000         |                     |                     |                     |                     |                     |                     |                     |                     |
| SỐ TRÚNG                  | 8                         | 7.400.000           | 12.000.000          | 200.000.000         |                     |                     |                     |                     |                     |                     |                     |
| SỐ TRÚNG                  | 7                         | 600.000             | 1.500.000           | 5.000.000           | 40.000.000          |                     |                     |                     |                     |                     |                     |
| SỐ TRÚNG                  | 6                         | 80.000              | 150.000             | 500.000             | 1.200.000           | 12.500.000          |                     |                     |                     |                     |                     |
| SỐ TRÚNG                  | 5                         | 20.000              | 30.000              | 50.000              | 100.000             | 450.000             | 4.400.000           |                     |                     |                     |                     |
| SỐ TRÚNG                  | 4                         |                     | 10.000              | 10.000              | 20.000              | 40.000              | 150.000             | 400.000             |                     |                     |                     |
| SỐ TRÚNG                  | 3                         |                     |                     |                     | 10.000              | 10.000              | 10.000              | 50.000              | 200.000             |                     |                     |
| SỐ TRÚNG                  | 2                         |                     |                     |                     |                     |                     |                     | 10.000              | 20.000              | 90.000              |                     |
| SỐ TRÚNG                  | 1                         |                     |                     |                     |                     |                     |                     |                     |                     |                     | 20.000              |
| SỐ TRÚNG                  | 0                         | 10.000              | 10.000              | 10.000              |                     |                     |                     |                     |                     |                     |                     |
| Xác suất trúng thưởng     | Xác suất trúng thưởng     | 1/9                 | 1/5                 | 1/5                 | 1/4                 | 1/6                 | 1/10                | 1/4                 | 1/7                 | 1/17                | 1/4                 |